# Discografia di Ditonellapiaga
La discografia di Ditonellapiaga, cantautrice italiana, è costituita da due album in studio, un EP, diciotto singoli e quattordici video musicali (inclusi quelli come artista ospite), pubblicati dal 2019.

## Album in studio
| Anno | Titolo | Classifiche |
| Anno | Titolo | ITA         |
| ---- | --- | ----------- |
| 2022 | Camouflage - Pubblicato: 11 gennaio 2022 - Etichetta: BMG Italia, Dischi Belli - Formati: CD, download digitale, LP, streaming | 21          |
| 2024 | Flash - Pubblicato: 10 maggio 2024 - Etichetta: BMG Italia, Dischi Belli - Formati: CD, download digitale, LP, streaming       | 54          |

## Extended play
| Anno | Titolo |
| ---- | --- |
| 2021 | Morsi - Pubblicato: 30 aprile 2021 - Etichetta: BMG Italia, Dischi Belli - Formati: CD, download digitale, streaming |

## Singoli

### Come artista principale
| Anno                                                         | Titolo                                   | Classifiche | Certificazioni | Unità          | Album di provenienza |
| Anno                                                         | Titolo                                   | ITA         | Certificazioni | Unità          | Album di provenienza |
| ------------------------------------------------------------ | ---------------------------------------- | ----------- | -------------- | -------------- | -------------------- |
| 2019                                                         | Parli                                    | —           |                |                | /                    |
| 2020                                                         | Per un'ora d'amore                       | —           |                |                | /                    |
| 2020                                                         | Morphina                                 | —           | Camouflage     |                |                      |
| 2021                                                         | Spreco di potenziale                     | —           | Camouflage     |                |                      |
| 2021                                                         | Non ti perdo mai                         | —           | Camouflage     |                |                      |
| 2022                                                         | Chimica (con Donatella Rettore)          | 9           | Camouflage     | - ITA: Platino | - ITA: 100 000+      |
| 2022                                                         | Disco (I Love It)                        | —           |                |                | /                    |
| 2023                                                         | Fossi come te                            | —           | Flash          |                |                      |
| 2024                                                         | È tutto vero                             | —           | Flash          |                |                      |
| 2024                                                         | Mary                                     | —           | Flash          |                |                      |
| 2024                                                         | Tu con me hai chiuso                     | —           | Flash          |                |                      |
| 2024                                                         | Latitante                                | —           | Flash          |                |                      |
| 2024                                                         | Serial Killer                            | —           | /              |                |                      |
| 2024                                                         | ILY                                      | —           | Flash          |                |                      |
| 2024                                                         | Ti voglio (con Ornella Vanoni ed Elodie) | —           | Diverse        |                |                      |
| 2025                                                         | Cerco un uomo/Febbre d'amore             | —           | /              |                |                      |
| "—" indica una pubblicazione non classificata in quel paese. |                                          |             |                |                |                      |

### Come artista ospite
| Anno | Titolo                                      | Album di provenienza |
| ---- | ------------------------------------------- | -------------------- |
| 2019 | What About Us (Yorman feat. Ditonellapiaga) | /                    |
| 2024 | Chissà (Willie Peyote feat. Ditonellapiaga) | Sulla riva del fiume |

## Collaborazioni
| Anno | Titolo                                                                                                 | Album di provenienza    |
| ---- | --- | ----------------------- |
| 2022 | Meravigliosa (The Zen Circus feat. Ditonellapiaga)                                                     | Cari fottutissimi amici |
| 2023 | Il mondo con gli occhi (Dente feat. Fulminacci, Giorgio Poi, Colapesce Dimartino, VV e Ditonellapiaga) | Hotel Souvenir          |
| 2025 | Un tempo piccolo (Willie Peyote feat. Ditonellapiaga e Tiromancino)                                    | Sulla riva del fiume    |

## Video musicali
| Anno | Titolo               | Regista/i                            |
| ---- | -------------------- | ------------------------------------ |
| 2019 | Parli                | Erica Bellucci e Iris Gentili        |
| 2019 | What About Us        | Rodrigo Mella                        |
| 2020 | Per un'ora d'amore   | Erica Bellucci                       |
| 2020 | Morphina             | Vittoria Elena Simone                |
| 2021 | Spreco di potenziale | Federico Cangianiello                |
| 2021 | Non ti perdo mai     | Priscilla Santinelli                 |
| 2022 | Chimica              | Riccardo Salvi                       |
| 2022 | Disco (I Love It)    | Michele Formica                      |
| 2023 | Fossi come te        | Michele Formica                      |
| 2024 | È tutto vero         | Michele Formica                      |
| 2024 | Mary                 | Ai-Team (Callegari, Siro e Zagarini) |
| 2024 | Tu con me hai chiuso | Michele Formica                      |
| 2024 | Latitante            | Nicolò Bassetto                      |
| 2024 | Ti voglio            | —                                    |